# Saulius Varnas
Saulius Varnas (* 23. August 1948 in Panevėžys) ist ein litauischer Schauspieler und
Regisseur.

## Leben
1970 absolvierte er Schauspielstudie am Juozas-Miltinis-Dramatheater  und 1973 ein Diplomstudium an der Fakultät für Industrie- und Zivilbau an der Technischen Universität Kaunas und 1978 das Studium der Dramaregie am  Staatlichen Institut für Theater, Musik und Kinematographie in Leningrad. 1976 absolvierte er die Fremdsprachenkurse in Leningrad und wurde Deutschübersetzer.
Von 1970 bis 1973 war er Schauspieler in Panevėžys und von 1978 bis 1980 Regisseur und 1980–1989 Oberregisseur im Theater Šiauliai. Er führte Regie von 19 Theaterstücken. Ab 1989 arbeitete er in Panevėžys. Von 1990 bis 1992 war er stellv. Bürgermeister von Panevėžys.